# Den galoperende Fisk
Den galoperende Fisk (originaltitel The Galloping Fish) er en amerikansk stumfilm fra 1924 af Del Andrews.

## Medvirkende
- Louise Fazenda som Undine
- Syd Chaplin som Freddy Wetherill
- Ford Sterling som George Fitzgerald
- Chester Conklin som Jonah
- Lucille Ricksen som Hyla Wetherill
- John Steppling som Cato Dodd
- Willie Aligator
- Lloyd Ingraham
- Eugene Pallette
- Truly Shattuck som Mrs. Dodd